# COVID-19-Pandemie in Mecklenburg-Vorpommern
Die COVID-19-Pandemie trat in Mecklenburg-Vorpommern seit 2020 als Teil der weltweiten COVID-19-Pandemie und im Besonderen der COVID-19-Pandemie in Deutschland auf. Die Pandemie betrifft die neuartige Erkrankung COVID-19. Diese wird durch das Virus SARS-CoV-2 aus der Gruppe der Coronaviridae verursacht und gehört in die Gruppe der Atemwegserkrankungen.

Ausbreitung von COVID-19 über die Landkreise und kreisfreien Städte Mecklenburg-Vorpommerns vom 1. bis 18. März 2020

Am 4. März wurde vom Robert Koch-Institut erstmals eine Infektion aus Mecklenburg-Vorpommern bestätigt. Ab dem 11. März 2020 stufte die Weltgesundheitsorganisation (WHO) das Ausbruchsgeschehen des neuartigen Coronavirus als weltweite Pandemie ein.
Mecklenburg-Vorpommern war während des gesamten Frühjahrs und Sommers 2020 relativ wenig von der Pandemie betroffen. Erst am 9. Dezember 2020 erreichte das Land eine 7-Tage-Inzidenz von 51,8 Neuinfektionen auf 100.000 Einwohner und wurde damit als letztes Land Deutschlands zum Risikogebiet im Sinne der Definition des Robert Koch-Instituts (RKI).
Zum 25. November 2021 endete in Deutschland die Epidemische Lage von nationaler Tragweite. Seit dem Jahr 2022 gilt COVID-19 vielen Experten als endemisch. Am 2. Juni 2023 veröffentlichte das RKI letztmals tagesaktuelle Fallzahlen und stellte den Dienst ein.

## Statistik

### Infektionsfälle
Bestätigte Infektionen (kumuliert) in Mecklenburg-Vorpommern
(nach Daten des RKI aus COVID-19-Pandemie in Deutschland/Statistik)
Bestätigte Infektionen (neue Fälle) in Mecklenburg-Vorpommern
(nach Daten des RKI aus COVID-19-Pandemie in Deutschland/Statistik)
Bestätigte Infektionen (Inzidenz) in Mecklenburg-Vorpommern
(nach Daten des RKI aus COVID-19-Pandemie in Deutschland/Statistik)
Anmerkungen
1. 1 2  Hier sind Fälle aufgelistet, die dem RKI über den Meldeweg oder offizielle Quellen mitgeteilt wurden. Da es sich um eine dynamische Situation handelt, kann es zu Abweichungen oder Verzögerungen zwischen den RKI-Fällen und Angaben anderer Stellen, etwa der betroffenen Bundesländer oder der WHO, kommen.
2. ↑  Von Mitte Februar 2021 bis Anfang April 2021 kam es im Landkreis Vorpommern-Greifswald durch Meldeverzug und die Berechnungsmethode des RKI zu Abweichungen zwischen dem veröffentlichten 7-Tage-Inzidenz-Wert und den tatsächlichen Zahlen. So hat am 25. März 2021 die 7-Tage-Inzidenz bei 202 Fällen gelegen, veröffentlicht wurden hingegen 118. Grund ist, dass bei mehr als sieben Tagen Meldeverzug das RKI die Fälle für den Inzidenzwert nicht mehr berücksichtigt. Die Inzidenz in Mecklenburg-Vorpommern lag am gleichen Tag bei 112 Fällen, veröffentlicht wurden 95.

### Todesfälle
Während der ersten Welle zwischen dem 29. März 2020 und dem 12. Mai 2020 verstarben landesweit 20 Personen an oder mit Covid-19. Zwischen dem 13. Mai 2020 und dem 17. Oktober 2020 wurden keine weiteren Todesfälle gemeldet. Während der zweiten und dritten Welle ab dem 18. Oktober 2020 verstarben bis einschließlich 17. Juni 2021 weitere 1128 Menschen an oder mit Covid-19.
93 weitere Todesfälle wurden zwischen dem 23. Juni 2021 und dem 30. Oktober 2021 gemeldet. Während der vierten Welle ab dem 31. Oktober 2021 verstarben bis einschließlich 25. Juni 2022 weitere 1014 Menschen. In der anschließenden „Sommerwelle“ starben bis 30. September 2022 insgesamt 204 Menschen. Ab Oktober 2022 wurden 391 Todesfälle verzeichnet. Seit Pandemiebeginn wurden damit landesweit 2850 Todesfälle bis zum Ende des täglichen RKI-Berichte am 2. Juni 2023 erfasst.
→ Weitere Details zu Fallzahlen, zur Entwicklung der Inzidenz und anderen Kennziffern siehe COVID-19-Pandemie in Deutschland/Statistik.

## Reaktionen

### Maßnahmen

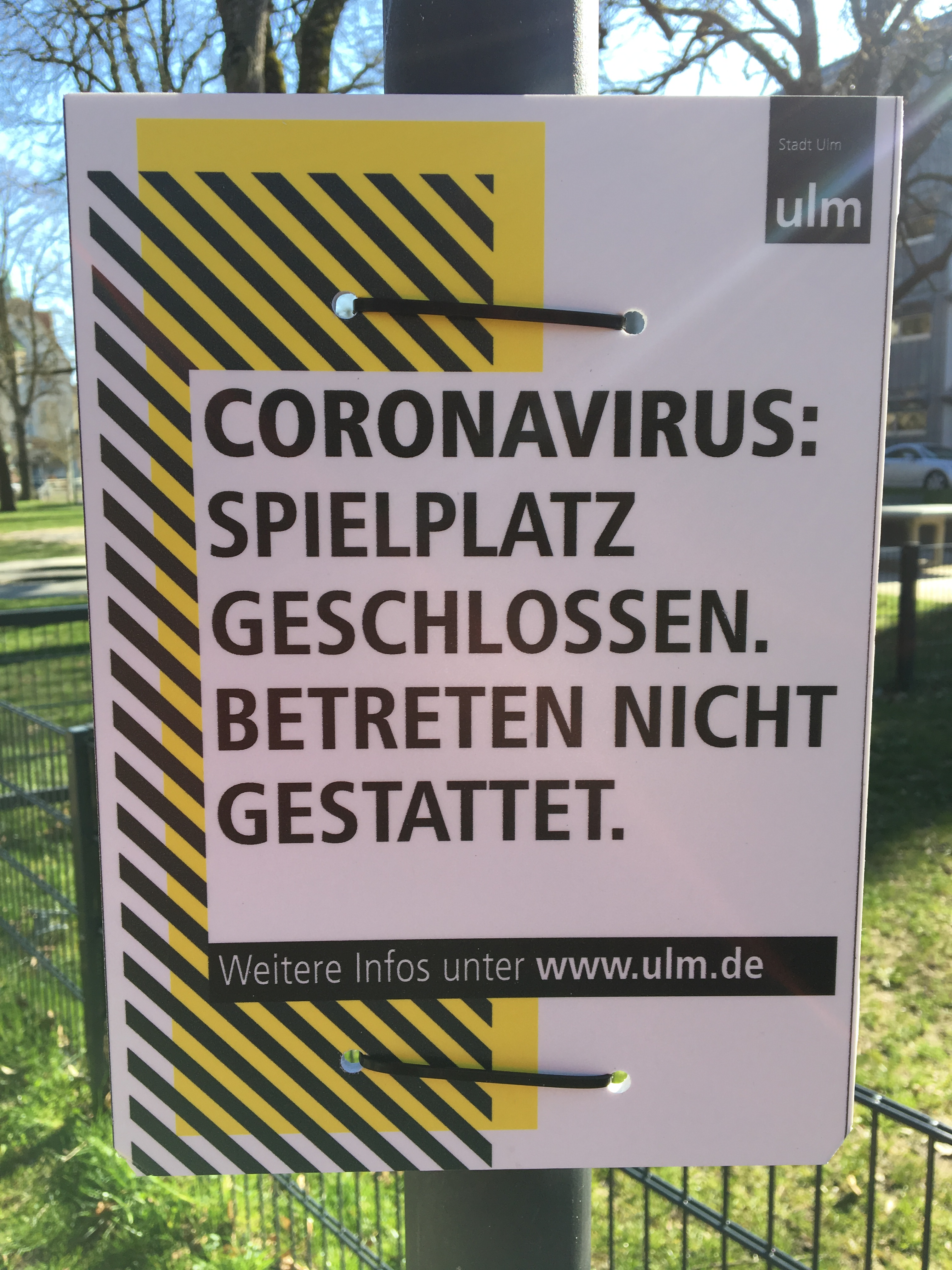
Spielplatzschließung im März 2020

Für Reiserückkehrer aus den vom RKI benannten Risikogebieten sprach Mecklenburg-Vorpommern am 16. März 2020 ein Betretungsverbot für öffentliche Gebäude, Kliniken, Alten- und Pflegeheime aus. Privaten Arbeitgebern wurde empfohlen, ähnlich zu verfahren. Ab dem 16. März wurden die Ostseeinseln für „Landesfremde“ schrittweise gesperrt. Auch Urlauber, die sich bereits dort aufhielten, mussten den Heimweg antreten. Menschen aus anderen Bundesländern durften demnach nur dann ihr Recht auf Freizügigkeit im Sinne von Art. 11 GG ausüben und nach Mecklenburg-Vorpommern einreisen oder sich weiterhin dort aufhalten, wenn sie dort beruflich zu tun hatten oder Verwandte ersten Grades (Kinder, Enkel, Eltern oder Großeltern) besuchten (besuchen wollten). Das am 17. März verhängte Tourismusverbot sah eine Heimreise bis 19. März vor, zusätzlich wurden am 20. März Polizeikontrollen an den Hauptverkehrsstraßen eingeführt. Personen, die weder ihren Erstwohnsitz im Bundesland hatten noch dort einer beruflichen Tätigkeit nachgehen wollten, wurde die Einreise verweigert. Innenminister Lorenz Caffier sowie Lokalpolitiker kündigten an, Zuwiderhandlungen als Straftaten gegen das Infektionsschutzgesetz zu verfolgen. Ab dem 18. März 2020 waren alle Vergnügungs-, Sport- und Freizeitstätten geschlossen. Am 20. März 2020 setzte Mecklenburg-Vorpommern alle Ersatzfreiheitsstrafen bis auf weiteres aus, bereits laufende wurden unterbrochen. Am 23. März 2020 setzte die Landesregierung die Vereinbarungen zum Kontaktverbot in Mecklenburg-Vorpommern um.
Nicht aus Mecklenburg-Vorpommern stammende Zweitwohnungsbesitzer im Amt Zarrentin wurden laut Medienberichten um den 28. März von der Polizei in ihren Wohnungen aufgesucht und aufgefordert, diese binnen drei Stunden zu verlassen. Ministerpräsidentin Manuela Schwesig verteidigte die Maßnahmen. Auswärts Studierende durften bei ihren Eltern in Mecklenburg-Vorpommern wohnen bleiben, da dies als Familienbesuch galt.
Gemäß § 4a der Verordnung der Landesregierung vom 3. April 2020 sollte es Einwohnern Mecklenburg-Vorpommerns für den Zeitraum von Freitag, 10. April 2020, 00.00 Uhr, bis Montag, 13. April 2020, 24.00 Uhr untersagt sein, tagestouristische Ausflüge zu den Ostseeinseln und der Mecklenburgischen Seenplatte zu unternehmen. Dieses Verbot wurde durch das Oberverwaltungsgericht Greifswald mit Beschluss vom 9. April 2020 außer Vollzug gesetzt. Alle Reisen aus anderen Bundesländern blieben gem. § 4 Abs. 1 der Verordnung aber weiterhin untersagt.
Seit 27. April 2020 gilt im Land eine Maskenpflicht für den öffentlichen Nahverkehr und Geschäfte. Einige Tage später wurde die Maskenpflicht auch in Arztpraxen, Psychotherapie-Praxen sowie in Praxen anderer Gesundheitsberufe eingeführt. Ministerpräsidentin Schwesig gab am 21. April 2020 in Schwerin bekannt, dass bei Verstößen gegen die Maskenpflicht bis zu 25 Euro Bußgeld drohen. Im August 2020 wurden die Bußgelder für Verstöße gegen die Maskenpflicht und die Abstandsregeln auf 150 Euro angehoben und die Maskenpflicht an Schulen für Schüler ab der 5. Klasse eingeführt.
Während der zweiten Welle ab dem 2. November 2020 folgte Mecklenburg-Vorpommern den Beschlüssen der Bund-Länder-Konferenz siehe:
- COVID-19-Pandemie in Deutschland#Bundesweite Infektionsschutzmaßnahmen.

Im Jahr 2021 wurden wegen unterdurchschnittlicher Leistungen die Abiturnoten aller Schüler im Fach Mathematik um zwei Punkte angehoben.

### Lockerungen 2020
Ab dem 20. April durften die Außenbereiche von Zoos, Tierparks und botanischen Gärten wieder besucht werden.
Am 27. April öffneten schrittweise die Schulen wieder. Zuerst gingen die Schüler in die Schule, die im Schuljahr 2020 Prüfungen absolvieren. Ab dem 25. Mai wurde ein eingeschränkter Regelunterricht für alle Kinder mit einer Mischung aus Digital- und Präsenzunterricht durchgeführt.
Ab dem 1. Mai durften Spielplätze wieder geöffnet werden, und zum 2. Mai entfiel die Verkaufsflächenbegrenzung für den Einzelhandel. Ab dem 25. Mai wurden die Kitas landesweit wieder für alle Kinder ohne Beschränkung der Gruppengröße geöffnet.
Die Einreisebeschränkungen wurden nach einem Fünf-Stufen-Plan gelockert. Daher durften seit 1. Mai Zweitwohnungsbesitzer aus anderen Bundesländern wieder in das Bundesland einreisen und Dauercamper die Campingplätze nutzen. Die Gastronomie konnte ab 9. Mai unter Auflagen wieder öffnen. So muss ein Sicherheitsabstand von 1,5 Metern zwischen den einzelnen Tischen eingehalten werden, und für Kellner ist ein Mundschutz verpflichtend. In Alten- und Pflegeheimen sind seit dem 15. Mai Besuche durch eine feste Bezugsperson für täglich eine Stunde und unter strikter Einhaltung der Hygienevorschriften erlaubt. Seit dem 18. Mai dürfen Bürger aus Mecklenburg-Vorpommern wieder in Hotels und Ferienwohnungen übernachten, eine Woche später fiel auch das Einreiseverbot für Touristen aus anderen Bundesländern weg. Bis Ende Mai standen 60 Prozent der touristischen Kapazitäten wieder zur Verfügung.
Ab dem 10. Juli entfiel die Kontaktbeschränkung im öffentlichen Raum, die Höchstgrenze von zuvor 10 Personen besteht seither nicht mehr. In geschlossenen Räumen wurde die Grenze auf 200 Personen angehoben und im Freien sind Veranstaltungen mit 1000 Personen möglich. In Hotels dürfen sich Gäste an Frühstücksbuffets wieder selbst bedienen und die Pflicht beim Einkaufen einen Einkaufswagen mitzuführen, wurde auch abgeschafft.
Ab dem 3. August fand landesweit an allen Schulen wieder täglicher Regelunterricht für alle Schüler ohne Beschränkung der Klassengröße statt.
Zum 4. September 2020 wurde eine der letzten seit dem Frühjahr gültigen Beschränkungen im Tourismus aufgehoben, womit Tagesbesucher ohne Übernachtung wieder ins Land einreisen durften. Außerdem wurde im September 2020 beschlossen, dass es ab dem 1. Oktober 2020 erlaubt sein sollte, Jahr- und Weihnachtsmärkte zu eröffnen.

### Lockerungen 2021
Seit 10. Januar sind Schulen für Schüler der Klassen eins bis sechs grundsätzlich geöffnet. Abweichend davon wird in Kreisen mit einer Inzidenz über 150 eine Notbetreuung für berufstätige Eltern angeboten. Die Nachweispflicht, einen sogenannten „systemrelevanten Beruf“ auszuüben, entfiel. Ein täglicher Schulbesuch wurde damit für diese Schüler ermöglicht. Seit dem 22. Februar sind Grundschulen und Kindergärten in Landkreisen und kreisfreien Städten, deren Inzidenzwert unter 50 liegt, wieder regulär geöffnet. In Gebieten mit einer Inzidenz über 150 bleibt es bei der Notbetreuung. Lockerungen in anderen Bereichen erfolgten nach den Beschlüssen der Bund-Länder-Konferenz siehe:
- COVID-19-Pandemie in Deutschland#Bundesweite Infektionsschutzmaßnahmen.

Am 26. Mai wurden landesweit wieder alle Schulen für alle Schüler im täglichen Regelbetrieb geöffnet.

### Lockerungen 2022
Am 22. April 2022 setzte das Oberverwaltungsgericht die Hotspot-Regelung außer Kraft.

### Impfungen

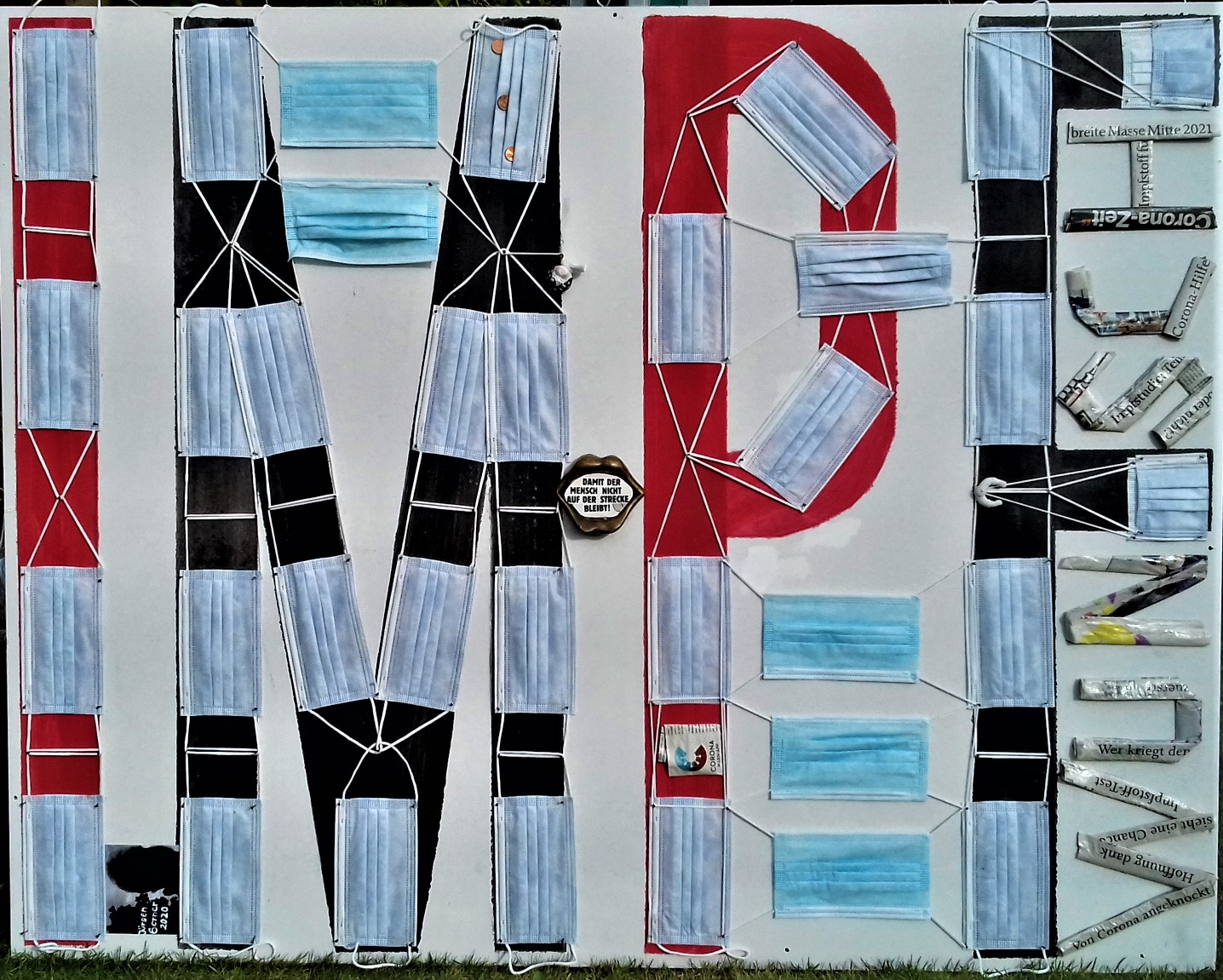
2020, „IMPF-Wunsch“ Corona-Kunst in MV, KUNST HEUTE

Am 27. Dezember 2020 wurde mit ersten Impfungen in Mecklenburg-Vorpommern begonnen. Innerhalb des ersten Monats wurde 50.000 Einwohnern eine Erstimpfung verabreicht, darunter 19.671 Heimbewohnern. Eine zweite Impfung erhielten bis dahin etwas mehr als 5.000 Menschen. Neben den bis dahin zugelassenen Impfstoffen Tozinameran (Pfizer / BioNTech) und mRNA-1273 (Moderna) wurde Ende Januar ein dritter Impfstoff namens AZD1222 (AstraZeneca) in Deutschland zugelassen. Mitte Februar 2021 musste die Impfung mit AZD1222 für die Dauer von einer Woche ausgesetzt werden, da 12.200 Impfdosen zu kühl ausgeliefert wurden. Bereits zugesagte Impftermine mussten daher teils abgesagt werden, beispielsweise 300 Impftermine in Rostock.
Am 21. April 2021 wurde nach Sachsen auch in Mecklenburg-Vorpommern die Impfpriorisierung für den Wirkstoff von AstraZeneca aufgehoben. Dieser durfte damit für alle Altersgruppen auch unabhängig von Berufsgruppe oder Vorerkrankung verwendet werden. Somit konnten alle Menschen einen Impfschutz erhalten, die dies wollten.
Bis zum 3. Februar 2023 wurden rund 3.580.000 Impfdosen im Land verabreicht, rund 1.200.000 Menschen erhielten einen Grundschutz mit Erst- und Zweitimpfung und über 970.000 Menschen erhielten eine erste Auffrischungsimpfung. Geimpft sind damit mindestens 84 % der Erwachsenen im Land und über 90 % der Einwohner im Alter von über 60 Jahren. Das RKI gab bereits im Herbst 2021 bekannt, dass aufgrund von Untererfassung im Meldesystem die tatsächliche Impfquote wahrscheinlich um 5 Prozent höher liegt.
→ Weitere Details zum Fortgang der Impfkampagne siehe: COVID-19-Impfung in Deutschland